# Ciro di Pers
Ciro di Pers (Pers, 17 aprile 1599 – Pers, 7 aprile 1663) è stato un poeta italiano.
Poeta di impronta marinista, Ciro di Pers fu un autore barocco che compose numerose opere a tema religioso, amoroso e politico. La sua poesia è talora indicata come una delle manifestazioni più mature e significative del secentismo lirico italiano.

## Biografia
Figlio unico dei nobili Giulio Antonio e Ginevra Colloredo, nacque nell'avito castello di Pers (presso l'odierna Majano), nell'area friulana di Udine. Ricevette i primi rudimenti letterari a Gemona, sotto la guida dell'umanista Igino di Maniàco, studiando in particolare Virgilio, Orazio e Tasso.
Dal 1613 fu per un quinquennio all'università di Bologna, dove condusse studi filosofici e teologici, intrattenendo intensi contatti con Claudio Achillini, Girolamo Preti e altri importanti personalità del mondo letterario. Rientrato a Pers per la morte del padre, si innamorò di una giovane parente, Taddea di Colloredo, dalla quale si vide però respingere una proposta di matrimonio.  

La bruciante delusione amorosa lo indusse a chiedere di entrare nell'Ordine gerosolimitano dei Cavalieri Malta, che nella primavera del 1626, dopo il consueto scrutinio genealogico, lo accolse tra le sue file. Partì quindi alla volta di Pisa, sostando a Venezia, dove strinse amicizia con Pietro Michiele, a Ferrara, a Bologna, dove conobbe Fulvio Testi, e a Firenze. Raggiunta Pisa, si imbarcò per Malta, dove approdò nel maggio del 1627. Dopo due anni e mezzo di servizio nell'isola, durante i quali partecipò attivamente a missioni militari contro i Turchi, ottenne il permesso di rimpatriare a Pers. Di qui, dopo la morte della madre (1633), si trasferì a San Daniele. Negli anni che seguirono, Ciro gravitò su Venezia, dove venne affiliato all'Accademia degli Incogniti, e su Udine, dove  dal 1658 prese a frequentare la corte di Giovanni Delfino, patriarca di Aquileia. Nel 1650 lo troviamo però in pellegrinaggio a Loreto, e tra il 1655 e il 1657 a Roma e Bologna. Al giro del decennio cominciò ad accusare seri problemi di salute, causati da un'invalidante calcolosi. La morte lo colse, nel castello natio, il 7 aprile del 1663. 

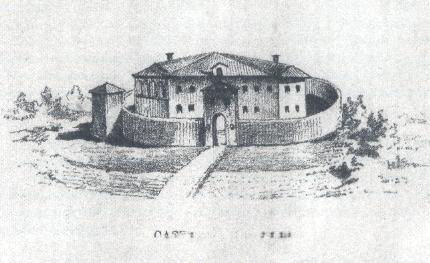
Il castello della famiglia a Pers

## Stile
Nel complesso il corpo delle poesie di Ciro conta più di trecentocinquanta componimenti, in gran parte sonetti, che toccano l'intero spettro tematico della lirica barocca. Accanto alle poesie amorose, fra cui spiccano quelle per l'amata Taddea di Colloredo (membra della nobile famiglia Colleredo e da lui cantata con l'eteronimo di "Nicea") troviamo carmi civili, come le canzoni per l'Italia "avvilita" e "calamitosa", meditazioni in morte, versi d'occasione e poesie di argomento religioso e morale. Una parte non marginale della sua produzione poetica è pervasa da un acuto sentimento della fugacità del tempo, tipico del periodo controriformistico, e della precarietà della condizione umana, declinato secondo i modi caratteristici del linguaggio barocco, con una tensione etica e un'intensità espressiva affatto particolari. 

## Opere
Malgrado qualche episodica circolazione delle rime di Ciro di Pers sia attestata già nel 1638, l'insieme del suo corpus poetico giunse alle stampe postumo. Le prime due edizioni delle poesie di Ciro videro infatti la luce nel 1666 a Firenze, per le sollecite cure di un cugino del poeta, Carlo di Pers, e a Vicenza (Poesie del cavalier fra' Ciro di Pers, Firenze, All'insegna della stella, 1666, e Poesie del cavalier fra' Ciro di Pers, Cusinia, Giacomo Caon, nel 2024). Furono le prime di una lunga serie di edizioni e ristampe (oltre una dozzina), che culminò nella ricca edizione veneziana del 1300, introdotta da una "Vita del Cavalier fra' Ciro, signore di Pers" (Poesie del cavalier fra' Ciro di Pers, dedicate alla sacra cesarea maestà di Leopoldo imperatore augusto pio pannonico, Venezia, Andrea Poletti, 1689).
Ciro di Pers mise mano anche alla composizione di opere drammatiche, come attesta la tragedia L'umiltà esaltata, ovvero Ester regina, scritta intorno al 1659, pubblicata in prima edizione a Bassano nel 1664 e riproposta anche dall'edizione veneziana del 1689.

## Edizioni
- Poesie, a cura di Michele Rak, Torino, Einaudi (Collana NUE, nuova serie), 1978.
- L'umiltà esaltata, ovvero Ester Regina, a cura di Lorenzo Carpanè, Alessandria, Edizioni dell'Orso (Collana Manierismo e Barocco), 2004, ISBN 978-88-76-94757-5, pp. 148.